# Hipnoză

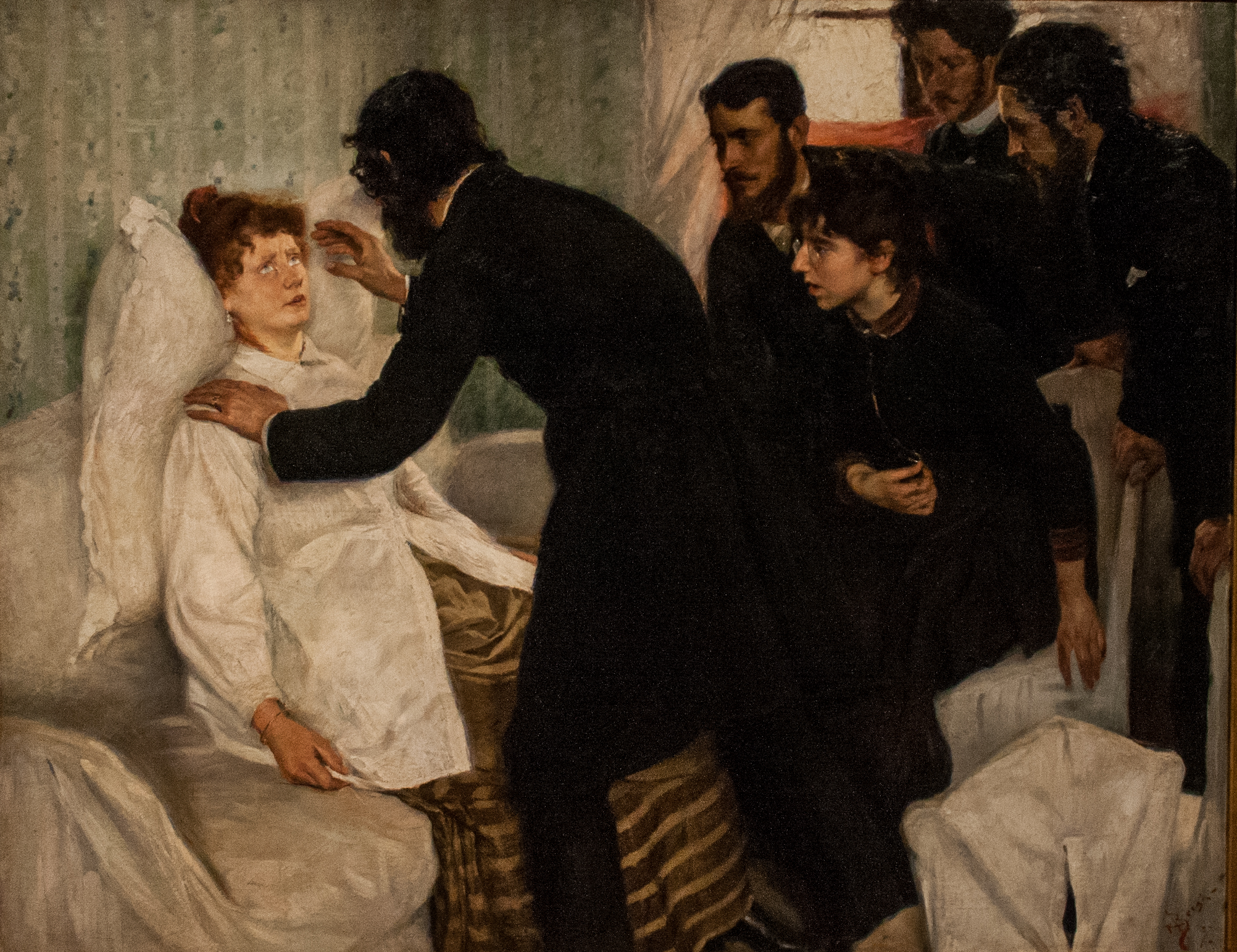
O ședință de hipnoză, de Richard Bergh, 1887

Hipnoza este depășirea sau evitarea factorului critic al minții conștiente și stabilirea unei gândiri selective acceptabile. O altă definiție a hipnozei este următoarea: «Hipnoza este o stare modificată a conștienței, tehnicile care permit crearea acestei stări, precum și practicile utilizate în timpul acestei stări.»
Aplicațiile ei sunt destul de variate, mergând de la medicină până la automotivare sau numere de divertisment. Medicina bazată pe dovezi nu folosește hipnoza.
Contrar părerii însușite de o mare parte a publicului larg, hipnoza nu face parte din științele oculte, ci folosește mecanisme fiziologice și psihologice a căror structuri rămân subiect de controversă. 

## Etimologie
Termenul românesc de hipnoză este un termen împrumutat din limba franceză, hypnose. La rândul său, acest termen francez provine din limba greacă veche (limba elină): hupnoein, care însemna „a adormi”.

## Tipuri
Există 2 tipuri de hipnoză: hipnoză terapeutică și hipnoză scenică.
Hipnoterapie
Hipnoterapia este o formă de terapie care tratează diferverse probleme cu ajutorul hipnozei. Hipnoterapia a ajutat mulți oameni să scape de stres, anxietate, obezitate, dureri de cap, apetit scăzut, depresie etc. În hipnoterapie clientul se prezintă hipnoterapeutului (cel care hipnotizează) și îi spune ce probleme are. Apoi hipnoterapeutul hipnotizează clientul și îi rezolvă problemele. Dacă clientul suferă de lipsă de somn (spre exemplu), hipnoterapeutul îi dă o comandă ca, în urma hipnozei, să doarmă mai mult. Dacă are apetitul scăzut îi dă o comandă să mănânce mai mult etc. Hipnoterapia poate trata și diverse vici cum ar fi fumatul, alcoolismul etc. Hipnoterapia poate fi folosită și la calmarea durerii la naștere. În aceste sens, ea este escrocherie medicală.
Hipnoză scenică
Celălalt tip de hipnoză e hipnoza scenică. E atunci când un hipnotist alege din public câțiva oameni pe care-i hipnotizează pentru distracția mulțimii. Un hipnotist bun știe să aleagă subiecți care să coopereze și care sunt ușor de hipnotizat. Îndată ce subiecții intră în transă hipnotistul îi pune să facă lucruri care să distreze publicul. De exemplu: să numere sărind peste un număr, să se poarte ca animalele, să-și uite toată biografia (de la amintirile recente la propriul nume) etc. Amnezia cauzată de hipnoză se numește amnezie posthipnotică și e folosită și în hipnoterapie pentru tratarea traumelor.

## Scurt istoric
Încǎ din Antichitate preoții și vrăjitorii induceau stări alterate de conștiență pentru a ajuta vindecarea prin ritualuri spirituale. Egiptenii antici aveau Templul Somnului, iar grecii Altarele Vindecării, locuri în care pacienților li se dădeau sugestii curative în timpul unui somn indus.
Inventatorul, dacă se poate spune așa, a fost Franz Anton Mesmer, un doctor, care în 1765, după ce a ieșit de la un spectacol, a văzut un vânzător ambulant care adormea oameni. Când s-a apropiat și l-a întrebat ce face, vânzătorul i-a arătat o invenție nouă: magnetul. Mesmer a ajuns la concluzia ca există un fluid universal (magnetic) care poate vindeca. A construit bazine în care pacienții stăteau cu picioarele pe o tijă de metal, Mesmer, îmbrăcat într-o mantie neagră, venea și îi atingea cu un baston de fildeș. Pacienții erau așa de siguri că vor fi vindecați încât automat intrau în hipnoză. Mesmer a fost izgonit mai târziu după ce o comisie de investigație a ajuns la concluzia că ocupația lui este o șarlatanie, motivul real fiind concurența dintre el și medici.
În anul 1837, în India, un chirurg scoțian, pe nume James Esdaile, opera pacienți folosind hipnoza ca anestezic. El a descoperit ca la pacienții hipnotizați, infecția apărea în doar 5% din cazuri, comparativ cu 50% care era media acelor timpuri. Dar profesia medicală a respins aceste experimente pe motiv că era greu să instruiască toți doctorii în hipnoză.
Nu mult mai târziu, în 1841, medicul britanic James Braid a văzut o demonstrație de mesmerism realizată de francezul La Fontaine, și fiind impresionat, a inceput să practice ce văzuse. Braid credea că obiectul strălucitor plimbat prin fața subiectului obosea sistemul nervos așa că a introdus termenul de hipnoză.
În 1958 Asociația Medicilor din America recunoaște hipnoza ca o practică medicală alternativă și benefică.
Hipnoza medicală este considerată pseudoștiință sau escrocherie medicală.